# 松久信幸
松久 信幸（まつひさ のぶゆき、1949年3月10日 - ）は、日本のシェフ、レストラン、ホテル経営者。通名は「ノブ・マツヒサ」。

## 人物
材木商の3男として埼玉県に生まれる。小学校1年生の時に父親を交通事故で亡くした。高校卒業後、東京・新宿2丁目の寿司店「松栄鮨」にて7年間修業し、同店の常客であった日系3世のペルー人実業家の誘いにより、24歳でペルーに渡った。
1973年には共同経営にてペルーに日本食レストラン「松栄鮨」を開業、しかし経営方針の相違からおよそ3年にて同店を離れ、アルゼンチンのブエノスアイレスにて勤務、その後アメリカ合衆国アラスカ州に自らの店を構えたものの、開業直後の火災により廃業した。
1977年からロサンゼルスの日本食レストラン「三つ輪」及び「王将」に勤め、1987年にペルー時代からの旧知の知人であった外交官西村輝夫による資金支援のもと、ビバリーヒルズ、ラシエネガ通り（La Cienega Blvd.）にレストラン「MATSUHISA」を開店した。同店は開業3年目にはザガット・サーベイに掲載・高評価を得た。ハリウッドセレブなどの著名人も多く来店しており、同店の常客であった俳優ロバート・デ・ニーロの誘いにより、1993年8月ニューヨーク市トライベッカに「NOBU（NOBU New York City）」をデ・ニーロとの共同経営により開店した。2000年10月にはジョルジオ・アルマーニとの共同によりイタリア・ミラノに「NOBU Milan」を開店、他にロンドン、ギリシャなどにも展開、2005年にはさらにダラス、バハマなど4ヶ所に開業した。2007年11月時点で、世界中に展開されているレストランは合計21店舗に上った。
自身のレストランと料理に関する複数の著作があるほか、ロバート・デ・ニーロ主演の映画『カジノ』に出演、また『オースティン・パワーズ　ゴールドメンバー』（2002年）では、日本人ビジネスマン「Mr.ロボット」役として出演した。
2014年にNHK｢課外授業 ようこそ先輩｣に出演。
以前から交流のあるうなぎ割烹 髙橋屋の四代目 髙橋明宏総料理長と共演もしている。
2023年には、AGCテレビによる4部構成ドキュメンタリーシリーズの際にも共演している。
2024年1月に開催される第81回ゴールデングローブ賞授賞式で料理を提供することが発表された。

## NOBU 東京
1998年、東京・六本木通り沿いの南青山6丁目に店舗建物を建設して開店したが、2006年10月31日をもって廃業した。道路工事に伴う閉店という名目であった。同店を運営していたのは東京を拠点に「ソーホーズ（Soho’s）」「ロイズレストラン」「青龍門」などのレストランを展開するレストラン運営会社ソーホーズ・ホスピタリティー・グループであったが、同社は多額の負債を抱えており、2004年5月31日には民事再生法の適用を申請、倒産している。
松久はデ・ニーロとの共同出資により新会社を設立し、2007年1月に新たな店舗を東京・虎ノ門に再開業（「ノブ・トーキョー in 虎ノ門」）した。